# World One
World One là một dự án nhà ở chọc trời sắp được xây dựng ở Mumbai, Ấn Độ. Tòa nhà có độ cao gần 450m, được xây dựng trên diện tích khoảng 69.000 m², tổng mức đầu tư khoảng 446 triệu USD. 
Nó sẽ được cây ở ở Upper Worli của Mumbai trên mảnh đất của một công ty dệt may làm ăn không hiệu quả. Lodha Group mua lô đất với giá ₹250 karor (US$39 million). The project will cost ₹2000 karor (US$310 million), be completed by 2014,. Dự án sẽ có 300 phòng sang trọng có 3 – 4 phòng ngủ bao gồm World Residences và World Villas, bên cạnh đó có cả bể bơi riêng, spa và một số căn hộ Duplex. Công trình sé hoàn thành vào năm 2014, lúc hoàn thành sẽ lã tháp dân cư dân cư cao thứ nhì thế giới.
Tổ hợp gồm 3 tòa nhà, với trung tâm thương mại ở trên cùng và bên dưới, tòa tháp văn phòng tiêu chuẩn quốc tế và các căn hộ. Không gian cảnh quan rộng mở, trong đó có câu lạc bộ thể thao. Kết cấu của ngôi nhà được thiết kế có thể chống chịu được gió và các ảnh hưởng địa chấn. 
Tòa nhà sẽ được xếp hạng là Leed Gold bởi Green Building Council. World One được thiết kế bởi Pei Cobb Freed and Partners và Leslie E. Robertson Associates. 
Chủ đầu tư hy vọng sẽ thu tiền bán căn hộ được 5 tỷ rupee (tương đương 1,12 tỷ USD) với giá một căn hộ từ 1,67 triệu USD đến 11,15 triệu USD.